# Pierre-Louis du Pont
Pierre-Louis du Pont, né à Bruges le 22 septembre 1795 et mort à Bruxelles le 16 mai 1878, est un général belge.

## Biographie
Il fut successivement élève du lycée de Bruges, de l'École d'artillerie organisée au Prytanée militaire de La Flèche en 1812 et de l'École spéciale militaire de Saint-Cyr. Il entra dans l'armée française en qualité de lieutenant au 28e régiment d'artillerie, prit part aux campagnes de 1814 et 1815 et fut grièvement blessé dans la dernière.
Après la paix de 1815, il rentra en Belgique (alors unie avec les Pays-Bas), le gouvernement lui fit perdre tous ses droits d'ancienneté, aussi était-il encore lieutenant en 1830 ; dans ce grade, il a rempli les fonctions d'adjudant-major et d'instructeur dans le corps de l'artillerie. Lorsque la Belgique se sépara de la Hollande en 1830, il obtint la démission de son grade dans l'armée des Pays-Bas et vint offrir ses services à son pays. Le nouveau gouvernement le créa major, puis lieutenant-colonel après la campagne de 1831, colonel en 1836, général-major et ministre de la guerre en 1843. Il organisa la plus grande partie des batteries de campagne, commanda l'artillerie de l'armée de l'Escaut en 1831, fut chef d'état-major de l'artillerie de l'armée et en même temps chef du corps d'artillerie de campagne qui devint le 1er régiment d'artillerie. Pendant le siège d'Anvers, en 1832, il eut le commandement des batteries du Nord de l'Escaut.
Le général Du Pont avait été nommé chevalier de la Légion d'honneur pendant les Cent-Jours, et, cette nomination fut confirmée par l'ordonnance du 28 novembre 1831. Une autre ordonnance royale du 12 janvier 1845 l'a nommé commandeur.
Il est officier de l'Ordre de Léopold.

## Source
« Pierre-Louis du Pont », dans Charles Mullié, Biographie des célébrités militaires des armées de terre et de mer de 1789 à 1850, 1852 [détail de l’édition]